# Семино Росси
Семино Росси (наст. имя. Omar Ernesto Semino, род. 29 мая 1962, Росарио, Аргентина) — аргентино-итальянский эстрадный певец. Живёт в Австрии.

## Биография
Семино Росси родился в музыкальной семье (отец певец, мать пианистка), в пять лет научился играть на гитаре.
В 1985 году переселился в Австрию. Первоначально, для поддержания жизни, зарабатывал в качестве уличного музыканта, затем — выступал в отелях Испании, Швейцарии, Италии и Австрии.
В 2004 году выступал с концертами в Германии на фестивалях народной музыки (в Хемнице и Бремене). В феврале 2007 года Росси завершил большое соло-турне со своей группой, выступив во многих крупных концертных залах Германии и Австрии.
Росси живёт со своей семьёй в Мильсе.
Женат с 1991 года, отец двух дочерей.
Семино Росси — обученный пловец-спасатель.

## Дискография
- Alles aus Liebe (Veröffentlichung 9. Februar 2004)
- Tausend Rosen für Dich (Veröffentlichung 17. Mai 2005)
- Du mein Gefühl (Veröffentlichung 18. September 2005)
- Feliz Navidad (Veröffentlichung 18. November 2005)
- Ich denk an Dich (Veröffentlichung 14. Juli 2006)
- Ich denk an Dich (Special Edition) (Veröffentlichung 20. Oktober 2006)
- Feliz Navidad (Special Edition) (Veröffentlichung 27. Oktober 2006)
- Du mein Gefühl (Veröffentlichung 2. November 2006) (andere Titelzusammenstellung)
- Einmal Ja — Immer Ja (Veröffentlichung 14. September 2007)
- Rot, Rot, Rot, Rot sind die Rosen (1. Single-Veröffentlichung 18. Juli 2008)
- Einmal ja — immer ja (Tour-Edition) (Veröffentlichung 19. September 2008)
- Die Liebe bleibt (Veröffentlichung 28. August 2009)
- Die Liebe bleibt (Tour-Edition) (Veröffentlichung 17. September 2010)
- Das Beste 2004—2008 (Veröffentlichung 18. März 2011 bei Weltbild.de)
- Augenblicke (Veröffentlichung 3. Juni 2011)
- Augenblicke (Geschenk Edition) (Veröffentlichung 11. November 2011)
- Augenblicke (Tour Edition) (Veröffentlichung 3. Februar 2012)
- Symphonie des Lebens (Veröffentlichung 15. März 2013)